# Ренфилд (филм)
Ренфилд (енгл. Renfield) је амерички хумористички хорор филм из 2023. године, режисера и продуцента Криса Макаја, према сценарију Рајана Ридлија, на основу оригиналне идеје Роберта Киркмана. У насловној улози је Николас Хоулт, док су у осталим улогама Аквафина, Бен Шварц, Адријан Мартинез, Шоре Агдашлу и Николас Кејџ.
Филм је премијерно приказан 30. марта 2023, док је у америчким биоскопима изашао 14. априла исте године. Добио је помешане критике критичара, који су похвалили комични тон и глуму, али су критиковали сценарио и причу. Зарадио је преко 26 милиона долара широм света.

## Радња
Почетком 20. века, вампир из Трансилваније гроф Дракула упознаје енглеског адвоката Р. М. Ренфилда. Ренфилд се нада да ће посредовати у договору око куповине земље, а након што се показао као користан асистент, на крају постаје Дракулин фамилијар, што му даје бесмртност и надљудску снагу након конзумирања буба.
Деведесет година касније, Ренфилд је уморан од довођења жртава Дракули, као и од његовог злостављања. Недавно су се сусрели са ловцима на вампире који су умало убили грофа, па су се преселили у Њу Орлеанс да би се опоравили. Тамо Ренфилд открива групу за самопомоћ за људе у сузависним везама и планира да улови њихове насилне љубавнике како би их могао дати Дракули, без осећаја кајања. Пратећи једног до складишта са украденом дрогом, Ренфилд се суочава са неколико криминалаца пре него што их све нападне убица којег је унајмила ривалска криминална породица Лобо.
Након што је убио убицу, Ренфилд безуспешно покушава да улови човека који га је унајмио, Тедварда Лобоа, који се одвози у журби, а ослабљени Ренфилд одвлачи лешеве назад у Дракулину јазбину у подруму оронуле болнице. Тедија зауставља саобраћајна полицајка Ребека Квинси, која га ухапси након што он баци цигле кокаина на њу. У полицијској станици, Тедија из притвора пуштају корумпирани полицајци, док се Ребека сукобљава са својом сестром Кејт, агентом ФБИ-а.
Дракула говори Ренфилду да су криминалци које му је довео за јело недовољни и да уместо њих жели крв некога чистог и невиног. Ренфилд одлази у ресторан да отме обичне људе, док Ребеку тамо воде трагови са места злочина. Њих двоје су ухваћени у нападу на Ребеку, који је Теди присиљен да изврши како би се поново успоставила свирепа репутација породице Лобо. Уместо тога, Ренфилд и Ребека успевају да се одбране, убијајући неколико чланова банде и наводећи Тедија да побегне.
Тедијева мајка, Белафранческа, му наређује да улови човека који је убио њене људе, а он налази на Дракулу пошто Ренфилда нема. Њих двојица се слажу да оформе савез, док Ренфилд почиње да слуша савете своје групе за самопомоћ и одлучује да започне нови живот одвојен од свог господара. Намештајући стан и мењајући свој став, Ренфилд даје изјаву полицији како би им помогао да коначно зауставе породицу Лобо. Међутим, Дракула сазнаје за Ренфилдову издају и убија чланове групе за самопомоћ испред свог бившег поданика.
Ребека проналази Ренфилда окруженог лешевима, због чега га ухапси и води до станице, али је заустављају корумпирани полицајци и породица Лобо, који желе да се освете Ренфилду. Ребека одбија да преда Ренфилда, и једва побегне са њим, при чему је упуцана. Следећег јутра, Ребека открива да јој је Ренфилд спасао живот, а он објашњава своје право порекло док потврђује да жели да се промени. Њих двоје се боре са групом корумпираних полицајаца и Лобових послушника који долазе у стан да их убију и успевају да побегну, али након покушаја да позове Кејт, Ребека открива да су је Дракула и Белафранческа узели као таоца. Она и Ренфилд прикупљају оружје и бубе како би упали у штаб породице Лобо, где откривају да неки чланови банде, укључујући Тедија, сада поседују све Ренфилдове натприродне способности.
После борбе, Ренфилд убија Тедија и чланове банде. Ребека креће да заустави Дракулу, само да би открила да је Кејт претучена до смрти и да само лековита својства Дракулине крви могу да је спасу, коју ће он понудити у замену за Ребекину лојалност. Она превари Дракулу претварајући се да пристаје, а затим га повреди излажући га сунчевој светлости, што га доводи до коначног сукоба са Ренфилдом и Ребеком који се завршава тако што њих двоје сарађују како би га ухватили у магични круг.
Ренфилд и Ребека секу Дракулу на комаде, скупљају његову исцељујућу крв и убацују комаде његовог леша у бетон који потом разбацују по систему за воду. Ренфилд тада лечи Кејт (која, заједно са Ребеком, хапси Белафранческу) и касније васкрсава своје пријатеље из групе за самопомоћ, осећајући се овлашћеним да себи створи нови живот.

## Улоге
| Глумац             | Улога               |
| ------------------ | ------------------- |
| Николас Хоулт      | Р. М. Ренфилд       |
| Аквафина           | Ребека Квинси       |
| Бен Шварц          | Тедвард „Теди” Лобо |
| Адријан Мартинез   | Крис Маркос         |
| Шоре Агдашлу       | Ела                 |
| Николас Кејџ       | гроф Дракула        |
| Брендон Скот Џоунс | Марк                |
| Џена Канел         | Керол               |
| Бес Роус           | Кејтлин             |
| Џејмс Мозес Блек   | капетан Џ. Браунинг |
| Керолајн Вилијамс  | Ванеса              |